# Paul Thorp
Paul Thorp (ur. 9 września 1964 w Macclesfield) – brytyjski żużlowiec.

## Życiorys
Wielokrotny reprezentant Anglii, trzykrotny finalista drużynowych mistrzostw świata (Bradford 1989 – złoty medal, Vojens 1991 – VI m., Diedenbergen 1996 – VI m.) oraz brązowy medalista mistrzostw świata par (Leszno 1989).
Wielokrotnie startował w eliminacjach indywidualnych mistrzostw świata, największy sukces odnosząc w 1991 r. w Göteborgu, gdzie w finale światowym zajął VI miejsce.